# Синхалит
Синхалитът е боратен минерал с формула MgAl(BO4).
Синхалитът е открит за първи път в Шри Ланка през 1952 г. и носи санскритското име на страната – Синхала.
Синхалити с качество на скъпоценен камък могат да се намерят и в Мадагаскар, Танзания и Мианмар. Най-често срещаният цвят на синхалита е бял до сив, сиво-син или нюанс на кафяво, вариращ от бледо до тъмно. Бледорозови и кафеникаворозови кристали могат да бъдат намерени в Танзания.